# Premio Le Maschere del Teatro Italiano
Il premio E.T.I. Gli Olimpici del Teatro è un importante riconoscimento per il teatro italiano. Dal 2011, conservando sostanzialmente le stesse caratteristiche, muta nome in premio Le Maschere del Teatro Italiano, organizzato dalla Fondazione Campania dei Festival.

## Premio "E.T.I. Gli Olimpici del Teatro"

### Genesi
Nell'estate del 2002 Luca De Fusco, regista e direttore del Teatro stabile del Veneto Carlo Goldoni, Lucio Ardenzi, presidente dell'Ente teatrale italiano (ETI), e Maurizio Giammusso, critico teatrale, proposero un premio teatrale sul modello dei Tony Award negli Stati Uniti e dei Premio Molière francesi, al termine della stagione teatrale.

### Caratteristiche
La prima edizione è avvenuta nel 2003 su iniziativa dell'Ente teatrale italiano (ETI), del Teatro stabile del Veneto e del Ministero per i Beni e le Attività Culturali in collaborazione con la Regione Veneto e il Comune di Vicenza. Impostato come gli Oscar del cinema, i premi sono divisi per categorie, ciascuna delle quali è formata da una terna di finalisti (le nomination) selezionati da una commissione di esperti (artisti, critici e personalità istituzionali, con presidente esterno al mondo dello spettacolo). Il vincitore viene scelto da una giuria composta da artisti e professionisti del teatro italiano (nella prima edizione erano 302).
La prima fase del premio, per la scelta delle terne dei candidati, si svolge a Roma presso il Teatro Quirino.
La seconda fase, la scelta dei vincitori, si tiene a Venezia, presso la sede del Teatro Stabile del Veneto.
Gli artisti delle terne vengono inoltre ricevuti al Quirinale dal presidente della Repubblica.

### Cerimonia di premiazione
La cerimonia di premiazione avviene in settembre nella cornice del Teatro Olimpico di Vicenza (da cui prende il nome il premio stesso).
Fin dalla prima edizione la cerimonia è stata presentata da Tullio Solenghi e trasmessa da Rai Uno. L'edizione 2009 ha visto invece nel ruolo di conduttore Massimo Ranieri.

### Olimpici del Teatro 2003
Cerimonia di premiazione: sabato 20 settembre 2003.
- Miglior spettacolo di prosa: Sabato, domenica e lunedì, regia di Toni Servillo
- Miglior musical o commedia musicale: C'era una volta... Scugnizzi, di Claudio Mattone ed Enrico Vaime
- Miglior spettacolo d'innovazione: Gente di plastica, regia di Pippo Delbono
- Miglior attore protagonista: Gabriele Lavia per La storia immortale e Un nemico del popolo
- Miglior attrice protagonista: Isa Danieli per Tomba di cani e Filumena Marturano
- Miglior attore non protagonista: Eros Pagni per Un nemico del popolo e L'ispettore generale
- Miglior attrice non protagonista: Giuliana Lojodice per Quel che sapeva Maisie e Copenaghen
- Miglior attore/attrice emergente: Jurij Ferrini per Filottete e L'ispettore generale; Manuela Mandracchia per I due gemelli veneziani
- Miglior interprete di monologo o "One Man] Show": Franca Valeri per La vedova Socrate
- Miglior regista: Toni Servillo per Sabato, domenica e lunedì
- Miglior scenografo: Maurizio Balò per John Gabriel Borkman e Erano tutti miei figli
- Miglior costumista: Santuzzi Calì per San Giovanni decollato
- Miglior autore di musiche: Germano Mazzocchetti per Coefore, Don Giovanni e I giganti della montagna
- Miglior autore di novità italiana: Claudio Magris e Vincenzo Pirrotta per La mostra
- Premio speciale del Presidente della giuria: Mario Scaccia

### Olimpici del Teatro 2004
Cerimonia di premiazione: sabato 2 ottobre 2004.
- Miglior spettacolo di prosa: L'avaro, regia di Gabriele Lavia
- Miglior musical o commedia musicale: La cantata dei pastori di Peppe Barra, Paolo Memoli e Lino Cannavacciuolo
- Miglior spettacolo d'innovazione: Favole di Oscar Wilde, regia di Giancarlo Sepe
- Miglior attore protagonista: Roberto Herlitzka per Lasciami andare madre e La mostra
- Miglior attrice protagonista: Maria Paiato per Cara professoressa e Le memorie dell'acqua
- Miglior attore non protagonista: Valerio Binasco per Edipo a Colono
- Miglior attrice non protagonista: Franca Valeri per Il giuocatore
- Miglior attore/attrice emergente: Fausto Russo Alesi per Il grigio ex aequo con Gaia Aprea per Georges Dandin, Mèmories e Ifigenia in Tauride
- Miglior interprete di monologo o "One Man Show": Adriana Asti per Dì e nòtt - Stramilano
- Miglior regista: Gabriele Lavia per L'avaro
- Miglior scenografo: Maurizio Balò per Quando si è qualcuno e Questa sera si recita a soggetto
- Miglior costumista: Silvia Polidori per La visita della vecchia signora
- Miglior autore di musiche: Arturo Annecchino per Volpone, Questa sera si recita a soggetto e Quando si è qualcuno
- Miglior autore di novità italiana: Beppe Lanzetta e Vincenzo Pirrotta per Malaluna
- Premio speciale del Presidente della giuria: Giorgio Albertazzi

### Olimpici del Teatro 2005
Cerimonia di premiazione: venerdì 30 settembre 2005.
- Miglior spettacolo di prosa: Professor Bernhardi, regia di Luca Ronconi
- Miglior musical o commedia musicale: Concha Bonita regia di Alfredo Arias
- Miglior spettacolo d'innovazione: Urlo regia di Pippo Delbono
- Miglior attore protagonista: Massimo De Francovich per Professor Bernhardi e Paolo Borsellino essendo Stato
- Miglior attrice protagonista: Mariangela Melato per Chi ha paura di Virginia Woolf? e La centaura
- Miglior attore non protagonista: Paolo Graziosi per Sei personaggi in cerca d'autore
- Miglior attrice non protagonista: Anita Bartolucci per Il benessere
- Miglior attore/attrice emergente: Marco Foschi per Trilogia Paolini, Edoardo II e Romeo e Giulietta ex aequo con Antonia Truppo per Sei personaggi in cerca d'autore
- Miglior interprete di monologo o "One Man Show": Giancarlo Condè per Rigoletto il buffone del re ex aequo con Ottavia Piccolo per Terra di latte e miele
- Miglior regista: Luca Ronconi per Professor Bernhardi e La centaura
- Miglior scenografo: Margherita Palli per Professor Bernhardi e La centaura
- Miglior costumista: Gabriele Mayer per La centaura
- Miglior autore di musiche: Germano Mazzocchetti per Memories, Generali a merenda, Re Lear, Alcesti e I Persiani
- Miglior autore di novità italiana: Davide Enia per Scanna, Maggio '43 e Italia Brasile 3 a 2
- Premio speciale del Presidente della giuria: Armando Trovajoli

### Olimpici del Teatro 2006
Cerimonia di premiazione: venerdì 15 settembre 2006.
- Miglior spettacolo di prosa: Morte di un commesso viaggiatore, regia di Marco Sciaccaluga
- Miglior musical o commedia musicale: The Producers, regia di Saverio Marconi
- Miglior spettacolo d'innovazione: Altri giorni felici, regia di Claudio Remondi e Riccardo Caporossi
- Miglior attore protagonista: Eros Pagni per Morte di un commesso viaggiatore
- Miglior attrice protagonista: Giulia Lazzarini per Altri giorni felici
- Miglior attore non protagonista: Ugo Maria Morosi per Morte di un commesso viaggiatore
- Miglior attrice non protagonista: Sara Bertelà per L'illusione comica
- Miglior attore/attrice emergente: Federica Di Martino per La forma delle cose
- Miglior interprete di monologo o "One Man Show": Paola Cortellesi per Gli ultimi saranno ultimi
- Miglior regista: Marco Sciaccaluga per Morte di un commesso viaggiatore
- Miglior scenografo: Emanuele Luzzati per Il ponte di San Louis Rey
- Miglior costumista: Odette Nicoletti per La donna vendicativa
- Miglior autore di musiche: Ramberto Ciammarughi per Sagra del Signore della Nave
- Miglior autore di novità italiana: Vittorio Franceschi per Il sorriso di Daphne
- Premio speciale del Presidente della giuria: Rossella Falk

### Olimpici del Teatro 2007
Cerimonia di premiazione: venerdì 14 settembre 2007.
- Miglior spettacolo di prosa: Le smanie per la villeggiatura, regia di Elena Bucci
- Miglior musical o commedia musicale: Chantecler, regia di Armando Pugliese
- Miglior spettacolo d'innovazione: Roma ore 11, regia di Mandracchia, Reale, Toffolatti, Torres
- Miglior attore protagonista: Paolo Poli per Sei brillanti
- Miglior attrice protagonista: Ottavia Piccolo per Processo a Dio
- Miglior attore non protagonista: Massimo Verdastro per Gli uccelli
- Miglior attrice non protagonista: Anna Bonaiuto per Inventarlo di sana pianta
- Miglior attore/attrice emergente: Francesco Bonomo per Misura per misura ex aequo con Federica Fracassi per Le muse orfane
- Miglior interprete di monologo o "One Man Show": Maria Paiato per Un cuore semplice
- Miglior regista: Pier Luigi Pizzi per Una delle ultime sere di Carnevale
- Miglior scenografo: Enrico Job per Le voci di dentro
- Miglior costumista: Silvia Polidori per Chantecler
- Miglior autore di musiche: Enzo Gragnaniello per Chantecler
- Miglior autore di novità italiana: Edoardo Erba per Margherita e il gallo
- Premio speciale del Presidente della giuria: Carlo Giuffré

### Olimpici del Teatro 2008
Cerimonia di premiazione: mercoledì 10 settembre 2008.
- Miglior spettacolo di prosa: Angels in America, regia di Ferdinando Bruni ed Elio De Capitani
- Miglior musical o commedia musicale: Là ci darem la mano, regia di Roberto De Simone
- Miglior spettacolo d'innovazione:'Nzularchia, di Mimmo Borrelli, regia di Carlo Cerciello
- Miglior attore protagonista: Massimo Popolizio per Ritter, Dene, Voss
- Miglior attrice protagonista: Mascia Musy per Anna Karenina
- Miglior attore non protagonista: Gigio Morra per Trilogia della villeggiatura
- Miglior attrice non protagonista: Leda Negroni per Elettra
- Miglior attore/attrice emergente: Anna Della Rosa per Trilogia della villeggiatura
- Miglior interprete di monologo o "One Man Show": Roberto Herlitzka per Ex Amleto ed Edipo a Colono
- Miglior regista: Ferdinando Bruni ed Elio De Capitani per Angels in America
- Miglior scenografo: Roberto Crea per 'Nzularchia di Mimmo Borrelli
- Miglior costumista: Franca Squarciapino per La famiglia dell'antiquario
- Miglior autore di musiche: Antonio Di Pofi per È vietato digiunare in spiaggia, La famiglia dell'antiquario e Il mercante di Venezia
- Miglior autore di novità italiana: Roberto Saviano e Mario Gelardi per Gomorra
- Premio speciale del Presidente della giuria: Anna Proclemer

### Olimpici del Teatro 2009
Cerimonia di premiazione: venerdì 11 settembre 2009.
- Miglior spettacolo di prosa: Sogno di una notte di mezza estate, regia di Luca Ronconi
- Miglior musical o commedia musicale: La strada, regia di Massimo Venturiello
- Miglior spettacolo d'innovazione: Chiove, regia di Francesco Saponaro
- Miglior attore protagonista: Alessandro Gassmann per La parola ai giurati
- Miglior attrice protagonista: Giuliana Lojodice per Le conversazioni di Anna K.
- Miglior attore non protagonista: Gennaro Cannavacciuolo per Ditegli sempre di sì
- Miglior attrice non protagonista: Anita Bartolucci per Edipo
- Miglior attore/attrice emergente: Valentina Capone per Sole, il sogno di Giruziello
- Miglior interprete di monologo o "One Man Show": Roberto Battiston per Orson Well's Rost
- Miglior regista: Carmelo Rifici per Chie Chan e I pretendenti
- Miglior scenografo: Graziano Gregori per Pinocchio
- Miglior costumista: Sabrina Chiocchio per La strada
- Miglior autore di musiche: Germano Mazocchetti per La strada e Donne informate sui fatti
- Miglior autore di novità italiana: Andrea Camilleri - Giuseppe Dipasquale per Il birraio di Preston
- Premio speciale del Presidente della giuria: Franca Valeri
- Premio speciale internazionale: Jeremy Irons «per la sua immutata capacità di coniugare schermo e palcoscenico, con uguale passione e rigore»[15]

## Premio "Le Maschere del Teatro Italiano"
Con la soppressione dell'Ente teatrale italiano (ETI) e la nomina di Luca De Fusco alla direzione del Teatro Stabile di Napoli, nel 2010 non sono stati assegnati premi teatrali.
Nel 2011, la Fondazione Campania dei Festival, nell'ambito del Napoli Teatro Festival Italia, organizza il premio "Le Maschere del Teatro Italiano", in collaborazione con l'Associazione generale italiana dello spettacolo (AGIS), riprendendo il precedente Premio "ETI - Gli Olimpici del Teatro"

### Le Maschere del Teatro 2011
Cerimonia di premiazione: giovedì 8 settembre 2011 al Teatro di San Carlo di Napoli.
- Miglior spettacolo di prosa: I giganti della montagna, regia di Enzo Vetrano e Stefano Randisi
- Miglior regista: Giancarlo Sepe per Morso di luna nuova
- Miglior attore protagonista: Ugo Pagliai per Aspettando Godot
- Miglior attrice protagonista: Mariangela Melato per Nora alla prova
- Miglior attore non protagonista: Filippo Dini per Romeo e Giulietta
- Miglior attrice non protagonista: Giulia Lazzarini per Donna Rosita nubile
- Miglior attore/attrice emergente: Massimo De Matteo per Le bugie con le gambe lunghe
- Miglior interprete di monologo: Fabrizio Gifuni per L'ingegner Gadda va alla guerra
- Miglior scenografo: Maurizio Balò per Andromaca
- Miglior costumista: Santuzza Calì per Il mare
- Miglior autore di musiche: Antonio Di Pofi per Andromaca
- Miglior autore di novità italiana: Luca De Bei per Le mattine dieci alle quattro
- Premio speciale alla memoria di Graziella Lonardi Buontempo: Claudio Gubitosi, fondatore di Giffoni Film Festival
- Premio speciale del Presidente della giuria: Massimo Ranieri

### Le Maschere del Teatro 2012
Cerimonia di premiazione: giovedì 6 settembre 2012 al Teatro di San Carlo di Napoli.
- Miglior spettacolo di prosa: The Coast of Utopia, regia di Marco Tullio Giordana
- Miglior regista: Elio De Capitani e Ferdinando Bruni per The History Boys
- Miglior attore protagonista: Luigi Lo Cascio per Diceria dell'untore
- Miglior attrice protagonista: Laura Marinoni per Un tram che si chiama Desiderio
- Miglior attore non protagonista: Ugo Maria Morosi per L'opera da tre soldi
- Miglior attrice non protagonista: Elisabetta Valgoi per Un tram che si chiama Desiderio
- Miglior attore/attrice emergente: Filippo Nigro per Occidente solitario
- Miglior interprete di monologo: Anna Maria Guarnieri per Eleonora, ultima notte a Pittsburgh
- Miglior scenografo: Alessandro Camera per Tutto per bene
- Miglior costumista: Francesca Sartori e Elisabetta Antico per The Coast of Utopia
- Miglior autore di musiche: Germano Mazzocchetti per Le allegre comari di Windsor
- Miglior autore di novità italiana: Vincenzo Pirrotta per Diceria dell'untore
- Premio speciale alla memoria di Graziella Lonardi Buontempo: Mario De Simoni, direttore generale Azienda Speciale Palaexpo
- Premio speciale del Presidente della giuria: Maurizio Scaparro

### Le Maschere del Teatro 2013
Cerimonia di premiazione: giovedì 5 settembre 2013 al Teatro di San Carlo di Napoli.
- Miglior spettacolo di prosa: Le voci di dentro, regia di Toni Servillo
- Miglior regista: Toni Servillo per Le voci di dentro
- Miglior attore protagonista: Toni Servillo per Le voci di dentro
- Miglior attrice protagonista: Sara Bertelà per Exit
- Miglior attore non protagonista: Peppe Servillo per Le voci di dentro
- Miglior attrice non protagonista: Chiara Baffi per Le voci di dentro
- Miglior interprete di monologo: Michela Cescon per Leonilde, storia eccezionale di una donna normale
- Miglior scenografo: Simone Mannino per C'è del pianto in queste lacrime
- Miglior costumista: Simona D'Amico per C'è del pianto in queste lacrime
- Miglior autore di musiche: Nicola Piovani per La serata a Colono
- Miglior autore di novità italiana: Valeria Parrella per Antigone
- Premio speciale alla memoria di Graziella Lonardi Buontempo: Istituto nazionale del dramma antico
- Premio speciale del Presidente della giuria: Eros Pagni
- Premio Mariangela Melato: Valentina Picello e Tindaro Granata[24]

### Le Maschere del Teatro 2014
Cerimonia di premiazione: venerdì 5 settembre 2014 al Teatro di San Carlo di Napoli.
- Miglior spettacolo di prosa: Le sorelle Macaluso, regia di Emma Dante
- Miglior regista: Luca De Fusco per Antonio e Cleopatra
- Miglior attore protagonista: Pierfrancesco Favino per Servo per due
- Miglior attrice protagonista: Elisabetta Pozzi per Agamennone
- Miglior attore non protagonista: Tonino Taiuti per Circo equestre Sgueglia
- Miglior attrice non protagonista: Ariella Reggio per Boeing Boeing
- Miglior attore/attrice emergente: Lino Musella per La società
- Miglior interprete di monologo: Alessandro Preziosi per Cyrano sulla luna
- Miglior scenografo: Maurizio Balò per Antonio e Cleopatra
- Miglior costumista: Zaira de Vincentiis per Antonio e Cleopatra
- Miglior autore di musiche: Simone Cristicchi per Magazzino 18
- Miglior autore di novità italiana: Gianni Clementi per Lo sfascio
- Premio speciale alla memoria di Graziella Lonardi Buontempo: Pordenonelegge
- Premio speciale del Presidente della giuria: Giuliana Lojodice

### Le Maschere del Teatro 2015
Cerimonia di premiazione: venerdì 4 settembre 2015 al Teatro Mercadante di Napoli, organizzata dal Teatro Stabile di Napoli.
- Miglior spettacolo di prosa: Lehman Trilogy, regia di Luca Ronconi
- Miglior regista: Antonio Latella per Natale in casa Cupiello
- Miglior attore protagonista: Eros Pagni per Il sindaco del rione Sanità
- Miglior attrice protagonista: Manuela Mandracchia per Hedda Gabler
- Miglior attore non protagonista: Nando Paone per Don Giovanni
- Miglior attrice non protagonista: Monica Piseddu per Lo zoo di vetro
- Miglior attore/attrice emergente: Alessandro Averone per Der Park
- Miglior interprete di monologo: Giulia Lazzarini per Muri – prima e dopo Basaglia
- Miglior scenografo: Ferdinand Woegerbauer per Der Park
- Miglior costumista: Maurizio Millenotti per Il giardino dei ciliegi
- Miglior autore di musiche: Nicola Piovani per La dodicesima notte
- Miglior autore di novità italiana: Stefano Massini per Lehman Trilogy
- Miglior disegnatore di luci: Luigi Saccomandi per Il Don Giovanni. Vivere è un abuso, mai un diritto
- Premio speciale alla memoria di Graziella Lonardi Buontempo: Dino Trappetti per la Fondazione Tirelli Trappetti e Tirelli Costumi
- Premio speciale del Presidente della giuria: Umberto Orsini

### Le Maschere del Teatro 2016
Cerimonia di premiazione: giovedì 8 settembre 2016 al Teatro Mercadante di Napoli.
- Miglior spettacolo di prosa: Orestea, regia di Luca De Fusco
- Miglior regista: Filippo Dini per Ivanov
- Miglior attore protagonista: Paolo Pierobon per Morte di Danton
- Miglior attrice protagonista: Anna Foglietta per La pazza della porta accanto
- Miglior attore non protagonista: Umberto Orsini per Il prezzo
- Miglior attrice non protagonista: Alvia Reale per Il prezzo
- Miglior attore/attrice emergente: Federica Sandrini per La signorina Else
- Miglior interprete di monologo: Fabrizio Gifuni per Lo straniero
- Miglior scenografo: Antonio Panzuto per Il deserto dei tartari
- Miglior costumista: Ursula Patzak per Morte di Danton
- Miglior disegnatore di luci: Pasquale Mari per Morte di Danton
- Miglior autore di musiche: Andrea Liberovici per Macbeth Remix
- Miglior autore di novità italiana: Ruggero Cappuccio per Spaccanapoli Times
- Premio speciale del Presidente della giuria: Glauco Mauri
- Premio speciale alla memoria di Graziella Lonardi Buontempo: Massimo Osanna, Soprintendente del sito archeologico di Pompei

### Le Maschere del Teatro 2017
Cerimonia di premiazione: sabato 16 settembre 2017 al Teatro Mercadante di Napoli.
- Miglior spettacolo di prosa: Ragazzi di vita, regia di Massimo Popolizio
- Miglior regista: Massimo Popolizio per Ragazzi di vita
- Miglior attore protagonista: Fabrizio Bentivoglio per L'ora di ricevimento
- Miglior attrice protagonista: Giulia Lazzarini per Emilia
- Miglior attore non protagonista: Tonino Taiuti per American Buffalo
- Miglior attrice non protagonista: Pia Lanciotti per Emilia
- Miglior attore/attrice emergente: Vincenzo Nemolato per American Buffalo
- Miglior interprete di monologo: Imma Villa per Scannasurice
- Miglior scenografo: Gianni Carluccio per Minetti
- Miglior costumista: Gianluca Falaschi per Liolà
- Miglior disegnatore di luci: Cesare Accetta per Bordello di mare con città
- Miglior autore di musiche: Paolo Coletta per Bordello di mare con città
- Miglior autore di novità italiana: Wanda Marasco per Il Genio dell’abbandono
- Premio speciale del Presidente della giuria: Mariano Rigillo
- Premio speciale alla memoria di Graziella Lonardi Buontempo: Maria Ida Gaeta, ideatrice e direttrice della Casa delle Letterature e del Festival Internazionale Letterature di Roma

### Le Maschere del Teatro 2018
Cerimonia di premiazione: sabato 7 settembre 2018 al Teatro Mercadante di Napoli.
- Miglior spettacolo di prosa: Il sindaco del rione Sanità, regia di Mario Martone
- Miglior regista: Valerio Binasco per La cucina
- Miglior attore protagonista: Eros Pagni per Sei personaggi in cerca d'autore
- Miglior attrice protagonista: Gaia Aprea per Sei personaggi in cerca d'autore
- Miglior attore non protagonista: Massimiliano Gallo per Sei personaggi in cerca d'autore
- Miglior attrice non protagonista: Francesca Benedetti per Antigone
- Miglior attore/attrice emergente: Lucrezia Guidone per Antigone
- Miglior interprete di monologo: Pierfrancesco Favino per La notte poco prima delle foreste
- Miglior scenografo: Luigi Ferrigno per La cupa
- Miglior costumista: Gianluca Sbicca per Freud o l'interpretazione dei sogni
- Miglior disegnatore di luci: Gigi Saccomandi per Sei personaggi in cerca d'autore
- Miglior autore di musiche: Antonio Della Ragione per La cupa
- Miglior autore di novità italiana: Mimmo Borrelli per La cupa
- Premio speciale del Presidente della giuria: Gigi Proietti
- Premio speciale alla memoria di Graziella Lonardi Buontempo: Giordano Bruno Guerri, giornalista

### Le Maschere del Teatro 2019
Cerimonia di premiazione: giovedì 5 settembre 2019 al Teatro Mercadante di Napoli.
- Miglior spettacolo di prosa: Macbettu, regia di Alessandro Serra
- Miglior regista: Filippo Dini per Così è (se vi pare)
- Miglior attore protagonista: Antonio Salines per Aspettando Godot
- Miglior attrice protagonista: Maria Paiato per Un nemico del popolo
- Miglior attore non protagonista: Vincenzo Pirrotta per La tempesta
- Miglior attrice non protagonista: Beatrice Schiros per Cous cous klan
- Miglior attore/attrice emergente: Camilla Semino Favro per When the Rain Stops Falling
- Miglior interprete di monologo: Davide Enia per L'abisso
- Miglior scenografo: Alessandro Serra per Macbettu
- Miglior costumista: Andrea Viotti per I giganti della montagna
- Miglior disegnatore di luci: Pasquale Mari per Così è (se vi pare)
- Miglior autore di musiche: Marlene Kuntz per Il castello di Vogelod
- Miglior autore di novità italiana: Gabriele Di Luca per Cous cous klan
- Premio speciale del Presidente della giuria: Lina Sastri
- Premio speciale alla memoria di Graziella Lonardi Buontempo: Marco Sciaccaluga, regista

### Le Maschere del Teatro 2021
La cerimonia dell'anno 2020 non si è tenuta per le restrizioni causate dalla pandemia di Covid-19 ed è stata accorpata con la cerimonia dell'anno 2021.
La cerimonia di premiazione, riguardante le stagioni 2019-20 e 2020-21, è avvenuta martedì 7 settembre 2021 alla Villa Campolieto di Ercolano, organizzata dalla Fondazione Ente Ville Vesuviane.
- Miglior spettacolo di prosa: Mangiafoco, regia di Roberto Latini
- Miglior regista: Gabriele Lavia per I giganti della montagna
- Miglior attore protagonista: Daniele Russo per Le cinque rose di Jennifer
- Miglior attrice protagonista: Federica Fracassi per Le sedie
- Miglior attore non protagonista: Peppino Mazzotta per L'onore perduto di Katharina Blum
- Miglior attrice non protagonista: Sara Bertelà per Molière / Il Misantropo (ovvero Il nevrotico in amore)
- Miglior attore/attrice emergente: Elena Cotugno
- Miglior interprete di monologo: Massimo Popolizio per Furore
- Miglior scenografo: Marta Crisolini Malatesta per La tempesta
- Miglior costumista: Marta Crisolini Malatesta per La tempesta
- Miglior autore di musiche: Paolo Coletta per I manoscritti del diluvio
- Miglior autore di novità italiana: Davide Enia per Maggio 43
- Miglior disegnatore di luci: Pasquale Mari per Satyricon
- Premio speciale del Presidente della giuria: Andrea Jonasson
- Premio speciale alla memoria di Graziella Lonardi Buontempo: Rosalba Giugni, fondatrice dell'Associazione "Marevivo"

### Le Maschere del Teatro 2022
La cerimonia di premiazione, riguardante la stagione 2021-22, è avvenuta giovedì 8 settembre 2022 al Teatro Massimo Vincenzo Bellini di Catania, organizzata dal Teatro Stabile di Catania.
- Miglior spettacolo di prosa: M. Il figlio del secolo, regia di Massimo Popolizio
- Miglior regista: Valerio Binasco per Le sedie
- Miglior attore protagonista: Lino Musella per Tavola tavola, chiodo chiodo
- Miglior attrice protagonista: Sonia Bergamasco per Chi ha paura di Virginia Woolf?
- Miglior attore non protagonista: Jurij Ferrini per Ifigenia / Oreste
- Miglior attrice non protagonista: Arianna Scommegna per Ifigenia / Oreste
- Miglior attore/attrice emergente: Valentina Carli per La classe
- Miglior interprete di monologo: Silvio Orlando per La vita davanti a sé
- Miglior scenografo: Nicolas Bovey per Le sedie
- Miglior costumista: Allievi dell'Accademia di costume e di moda di Roma
- Miglior autore di musiche: Germano Mazzocchetti per La concessione del telefono
- Miglior autore di novità italiana: Vittorio Franceschi per Il domatore
- Miglior disegnatore di luci: Luigi Biondi per M. Il figlio del secolo
- Premio speciale del Presidente della giuria: Nicola Piovani
- Premio speciale alla memoria di Graziella Lonardi Buontempo: Filippo Fonsatti, direttore del Teatro Stabile di Torino

### Le Maschere del Teatro 2023
La cerimonia di premiazione, riguardante la stagione 2022-23, è avvenuta giovedì 7 settembre 2023 al Teatro Massimo Vincenzo Bellini di Catania, organizzata dal Teatro Stabile di Catania.
- Miglior spettacolo di prosa: Edipo Re, regia di Robert Carsen
- Miglior regista: Filippo Dini per Il crogiuolo
- Miglior attore protagonista: Filippo Dini per Il crogiuolo
- Miglior attrice protagonista: Laura Marinoni per Maria Stuada
- Miglior attore non protagonista: Graziano Piazza per Edipo Re
- Miglior attrice non protagonista: Orietta Notari per Il gabbiano
- Miglior attore/attrice emergente: Giordana Faggiano per Sei personaggi in cerca d'autore
- Miglior interprete di monologo: Elena Arvigo per I monologhi dell'atomica
- Miglior scenografo: Gianni Carluccio per Ferito a morte
- Miglior costumista: Gianluca Falaschi per Cyrano de Bergerac
- Miglior autore di musiche: Aleph Viola per Il crogiuolo
- Miglior autore di novità italiana: Spiro Scimone per Fratellina
- Miglior disegnatore di luci: Pasquale Mari per Romeo e Giulietta
- Premio speciale del Presidente della giuria: Gabriele Lavia
- Premio speciale alla memoria di Graziella Lonardi Buontempo: Annamaria Granatello, presidente e direttore del Premio Solinas

### Le Maschere del Teatro 2024
La cerimonia di premiazione, riguardante la stagione 2023-24, è avvenuta giovedì 5 settembre 2024 al Teatro Argentina di Roma, organizzata dalla Fondazione Teatro di Roma.
- Miglior spettacolo di prosa: Come tremano le cose riflesse nell'acqua, regia di Liv Ferracchiati
- Miglior regista: Peter Stein per Crisi di nervi, tre atti unici di Anton Čechov
- Miglior attore protagonista: Paolo Pierobon per De Gasperi: l'Europa brucia
- Miglior attrice protagonista: Maria Paiato per Boston Marriage
- Miglior attore non protagonista: Giovanni Crippa per De Gasperi: l'Europa brucia
- Miglior attrice non protagonista: Manuela Mandracchia per Agosto a Osage County
- Miglior attore/attrice emergente: Giovanni Cannata per Come tremano le cose riflesse nell'acqua
- Miglior interprete di monologo: Peppino Mazzotta per Radio Argo Suite
- Miglior scenografo: Marco Rossi e Francesca Sgariboldi per L'albergo dei poveri
- Miglior costumista: Marta Crisolini Malatesta per Anna Karenina
- Miglior autore di musiche: Giovanni Sollima per Aiace
- Miglior autore di novità italiana: Angela Demattè per De Gasperi: l'Europa brucia
- Miglior disegnatore di luci: Gaetano La Mela per Esercizi di stile
- Premio speciale del Presidente della giuria: Pierluigi Pizzi
- Premio speciale alla memoria di Graziella Lonardi Buontempo: Daniela Bortignoni, direttrice dell'Accademia nazionale d'arte drammatica Silvio D'Amico
- Premio speciale internazionale alla memoria di Maurizio Scaparro: Juan Mayorga, autore spagnolo